# Mezzi ziti
I mezzi ziti, detti anche mezzani, sono un tipo di pasta di grano duro di forma allungata, tubulare e cava e con superficie liscia come gli ziti ma di calibro minore. Rientrano nella tradizione culinaria dell'Italia meridionale.
L'attributo "mezzi" si riferisce al calibro e non alla lunghezza: infatti anch'essi sono confezionati come pasta lunga come gli ziti, e anche per essi vige l'usanza di spezzarli manualmente prima di cuocerli.
I motivi per cui vengono confezionati come pasta lunga sono insiti nel processo produttivo cui appartengono anche gli spaghetti. Infatti l'antico processo di essiccazione, successivo alla trafilatura, prevedeva l'esposizione sugli stenditoi per l'asciugatura: maggiore era la lunghezza della pasta, maggiore la quantità di prodotto che poteva trovarvi posto. La pasta corta veniva invece distesa su telai a rete.